# Magoar os sentimentos do povo chinês

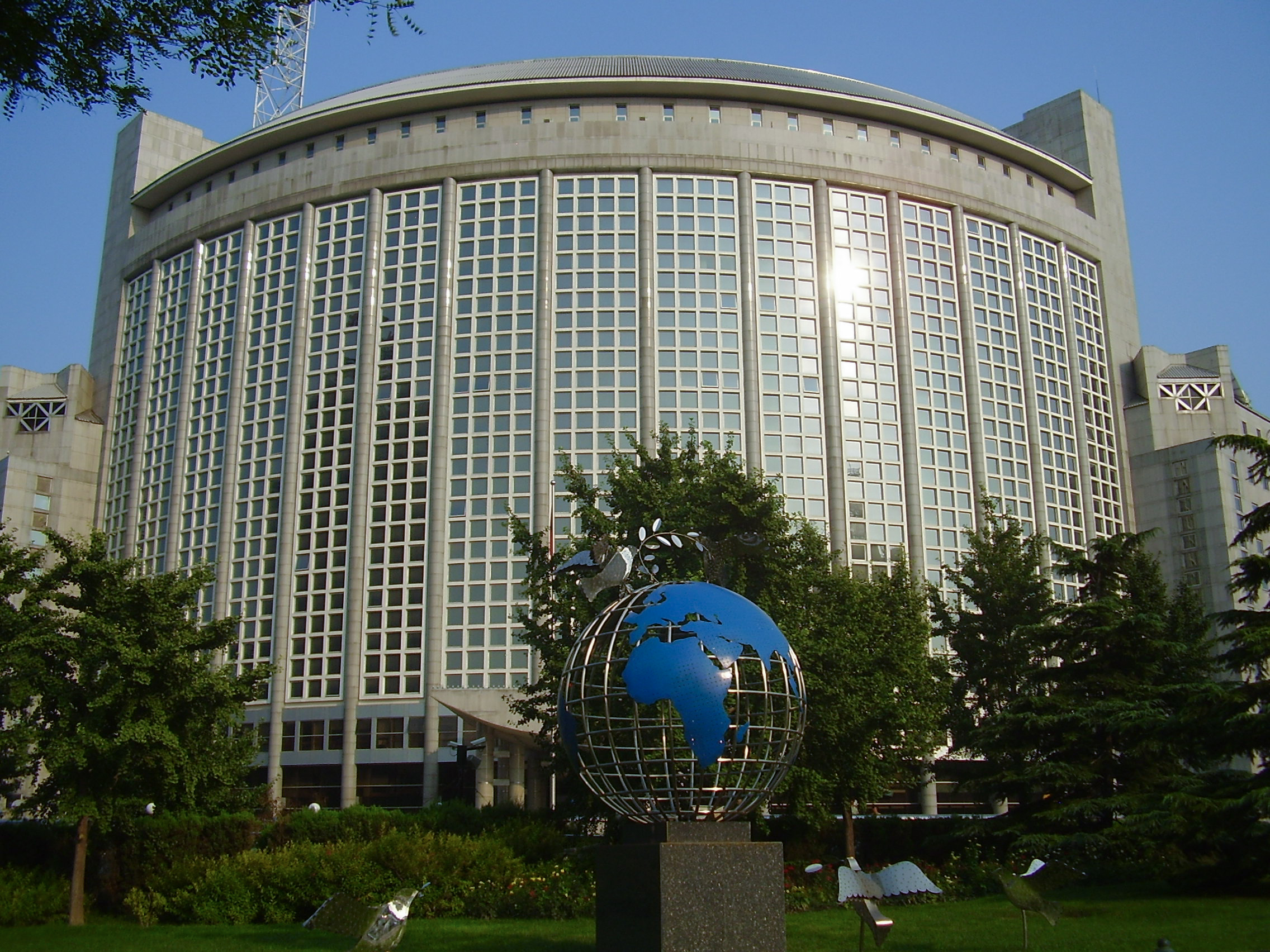
Ministério dos Negócios Estrangeiros da República Popular da China

"Magoar os sentimentos do povo chinês" (chinês: 伤害中国人民的感情) é um lema político usado pelo Ministério dos Negócios Estrangeiros da República Popular da China assim como por meios de comunicação Chineses, como por exemplo o Diário do Povo, China Daily, Xinhua e Global Times, para condenar ou exprimir insatisfação contra as palavras, acções ou políticas de uma pessoa, organização ou governo que sejam vistas como sendo de uma natureza adversa contra a China, pela adopção de uma posição argumentum ad populum contra o alvo da condenação. Formas alternativas do lema incluí "magoar os sentimentos de 1,3 biliões de pessoas" (伤害13亿人民感情) e "magoar os sentimentos da raça Chinesa" (伤害中华民族的感情).

## Origem
A expressão foi usada pela primeira vez em 1959 no Diário do Povo, onde foi usada para criticar a Índia devido a uma disputa transfronteiriça. Nas seguintes décadas, a expressão foi usada com regularidade para exprimir a insatisfação do governo Chinês via os seus variados canais de comunicação oficiais. Alvos acusados de terem "magoado os sentimentos do povo Chinês" estendem-se desde governos soberanos e organizações internacionais, a companhias como fabricantes de automóveis, e celebridades. Embora de origem burocrática, o cidadão comum tornou-se também encorajado a usar a expressão para mostrar insatisfação contra as críticas dirigidas à China.

## Análise

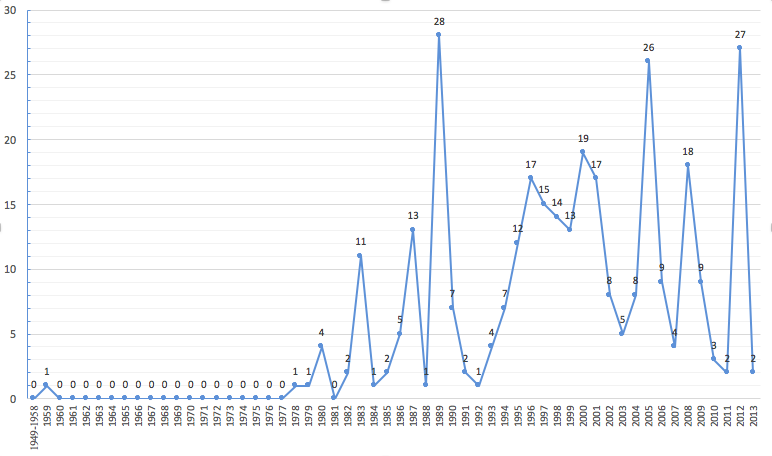
A frequência com que a expressão "magoar os sentimentos do povo Chinês" ocorre nos artigos do Diário do Povo por ano.

Num estudo realizado por David Bandurski como parte do Projeto dos Meios de Comunicação da China na Universidade de Hong Kong, 143 amostras de texto com a expressão foram seleccionados de excertos de artigos do Diário do Povo, publicados entre 1959 e 2015; desta amostra, verifica-se que o governo do Japão foi o mais frequentemente acusado de "magoar os sentimentos do povo Chinês" com 51 ocorrências, enquanto os Estados Unidos da América se encontravam na segunda posição, com 35 ocorrências. Em termos de situações específicas que a expressão foi usada para condenar ou exprimir insatisfação, 28 estavam relacionadas com o estatuto de Taiwan, enquanto o debate sobre a soberania do Tibete foi condenada com a expressão 12 vezes.
Um artigo datado de Dezembro de 2008 na revista Time utilizou uma pesquisa estatística informal para analisar a frequência da expressão nas publicações do Diário do Povo, notando que durante o período entre 1946 e 2006 existem mais de cem artigos que fizeram acusações contra um alvo que tinha "magoado os sentimentos do povo Chinês". O Global Times publicou uma análise em Junho de 2015, onde concluí que existiam 237 artigos publicados pelo Diário do Povo entre 15 de Maio de 1946 e 1 de Maio de 2015 onde foram feitas acusações de sentimentos magoados contra 29 países; entre estes, 9 acusavam a Índia, 16 acusavam a França, 62 acusavam os Estados Unidos da América, e 96 acusavam o Japão.
Horng-luen Wang (汪宏倫, Wāng Hónglún), um investigador no Instituto de Sociologia na Academia Sinica de Taiwan, encontrou 319 instâncias de "magoado os sentimentos do povo Chinês" no Diário do Povo entre 1949 e 2013, baseado em informação recolhida da base de dados do Diário do Povo.

## Crítica
Um artigo de Fevereiro de 2016 no The Economist sugere que a frase é utilizada pelo Partido Comunista da China como um instrumento para abandonar o seu princípio diplomático oficial de não-interferência nos assuntos internos de outros países.
Um artigo de opinião de Setembro de 2016 no The Guardian escrito por Merriden Varrall, Director do Programa da Ásia Oriental no Instituto Lowy em Sydney, Austrália, afirma que os estudantes chineses na Austrália usariam frequentemente a frase "magoar os sentimentos do povo Chinês" para desviar as críticas à China, contudo os australianos não responderiam da mesma forma quando alguém criticasse a Austrália.

## Eventos históricos

### Estados Unidos da América

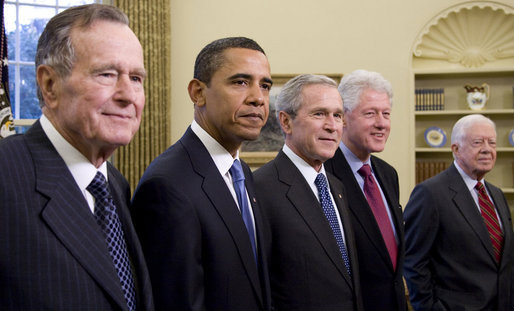
Centro: Barack Obama, George W. Bush, Bill Clinton

Os Presidentes Bill Clinton, George W. Bush e Barack Obama foram todos acusados por porta-vozes do Ministério das Relações Exteriores da China como tendo "magoado os sentimentos do povo Chinês" em relações aos seus respectivos encontros com Tenzin Gyatso.

### Japão
As visitas dos primeiros-ministros japoneses ao Santuário Yasukuni, tais como as visitas de Yasuhiro Nakasone (em 1985) e Junichiro Koizumi (entre 2001 e 2006), suscitaram críticas de vários funcionários do governo chinês e organizações estatais de comunicação social, usando a frase.
A 15 de Setembro de 2012, depois do governo japonês ter tomado posse de 3 das ilhas privadas nas Ilhas Senkaku, a Agência de Notícias de Xinhua indicou que a acção tinha "magoado os sentimentos de 1,3 biliões de Chineses".

### Vaticano
No dia 1 de Outubro de 2000, o Papa João Paulo II canonizou 120 missionários e aderentes que morreram na China entre a era da Dinastia Qing e a era da República da China; como reacção, o Diário do Povo exprimiu que o acto "tinha gravemente magoado os sentimentos do povo Chinês e era um sério acto de provocação contra a população chinesa de 1.2 biliões". O Ministro das Relações Exteriores da China emitiu um comunicado indicando que o Vaticano tinha "seriamente magoado os sentimentos do povo Chinês e a dignidade da nação da China".
Em 2005, a Associação Patriótica Católica Chinesa declarou que a presença do presidente de Taiwan Chen Shui-bian no funeral do Papa João Paulo II "magoado os sentimentos do povo chinês, incluindo cinco milhões de católicos".

### Europa
Em 2000, a Academia Sueca premiou Gao Xingjian com o Prémio Nobel da Literatura; o Diário do Povo escreveu que as "acções regressivas" tinha "gravemente magoado os sentimentos do povo Chinês, e são um sério acto de provocação contra a população chinesa de 1,2 biliões".
A 24 de Setembro de 2007, o porta-voz do Ministério dos Negócios Estrangeiros chinês Jiang Yu expressou que o encontro da chanceler alemã Angela Merkel com o 14º Dalai Lama "magoado os sentimentos do povo chinês e minou seriamente as relações China-Alemanha". O encontro do Dalai Lama com o presidente francês Nicolas Sarkozy em Dezembro de 2008 suscitou críticas semelhantes, tendo o Ministério dos Negócios Estrangeiros chinês divulgado uma declaração à imprensa insistindo que as acções de Sarkozy "constituem uma interferência grosseira nos assuntos internos da China e ofendem os sentimentos do povo chinês"; a Agência de Notícias de Xinhua condenou a reunião de Sarkozy como "não só magoado os sentimentos do povo chinês, mas também minando as relações sino-francesas".
A 23 de Outubro de 2008, o Parlamento Europeu atribuí o Prémio Sakharov de 2008 ao activista social Hu Jia. Antes da declaração, a China tinha posto pressão considerável sobre o Parlamento Europeu para impedir que o prémio fosse atribuído a Hu Jia, tendo Song Zhe (宋哲), Embaixador da China na União Europeia, escrito uma carta de aviso ao Presidente do Parlamento Europeu indicando que se Hu Jia recebesse o prémio, iria gravemente danificar as relações Sino-Europeias e "magoar os sentimentos do povo chinês".

### México

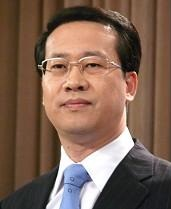
Ma Zhaoxu, porta-voz do Ministério das Relações Exteriores da China

A 9 de Setembro de 2011, o presidente do México Felipe Calderón encontrou-se oficialmente com o décimo-quarto Dalai Lama; no dia 10, Ma Zhaoxu (马朝旭), porta-voz do Ministério das Relações Exteriores da China, lançou um comunicado oficial indicando forte insatisfação e oposição resoluta ao encontro, e que tal tinha "magoado os sentimentos do povo Chinês".

### Canadá
Após a detenção do diretor financeiro Huawei Meng Wanzhou (孟晚舟) em Dezembro de 2018, a Agência de Notícias de Xinhua acusou o Canadá de ajudar o comportamento hegemónico americano, que "magoado os sentimentos do povo chinês".

### Hong Kong
A 3 de Agosto de 2019, durante os Protestos em Hong Kong em 2019–2020, um manifestante desconhecido removeu a bandeira nacional da China em Tsim Sha Tsui (尖沙咀) e lançou-a ao mar; o Gabinete de Assuntos de Hong Kong e Macau emitiram uma declaração onde condenavam "radicais extremistas que tinham gravemente violado a Lei da Bandeira Nacional da República Popular da China... abertamente ofendido a dignidade do país e da nação, arbitrariamente violado os princípios da política Um país, dois sistemas, e gravemente magoado os sentimentos de todos o povo chinês".

### Austrália
Em 26 de Agosto de 2020, o vice-embaixador da China na Austrália, Wang Xining (王晰宁), expressou que a co-proposta da Austrália para uma investigação independente sobre as causas da pandemia de COVID-19 "magoado os sentimentos do povo chinês" durante o seu discurso no Clube Nacional de Imprensa da Austrália.